# Готхард фон Шерфенберг
Готхард фон Шерфенберг (на немски: Gotthard von Schärffenberg; * 1584; † 30 ноември 1634) е благородник от древния род Шерфенберг от Австрия.

## Произход
Той е син на Фридрих фон Шерфенберг ’Благочестливия’ (1542 – 1609) и съпругата му Анна фон Шьонбург-Глаухау (1562 – ок. 1600), дъщеря на Хуго I фон Шьонбург-Глаухау (1530 – 1566) и графиня Анна фон Глайхен († 1570). Внук е на Йохан фон Шерфенберг цу Шпилберг (1509 – 1582), губернатор на Щирия в Грац, и Кристина фон Айтцинг (1515 – 1582). Брат е (или братовчед) на Йохан Ернст фон Шерфенберг (1588 – 1662).

## Фамилия
Готхард фон Шерфенберг се жени за Анна Сузана фон Килмансег (* 1596; † 21 януари 1642), дъщеря на Андреас 'Младия' фон Килмансег (1573 – 1612) и Поликсена Кнор фон Розенрот († 1598). Те имат четири дъщери:
- Сидония Елизабет фон Шерфенберг (* 19 ноември 1614; † 1699), фрайин фон Шерфенберг (1614 – 1699), омъжена на 2 септември 1635 г. за граф Георг Зигмунд Фридрих фон Залбург († 8 май 1669), фрайхер фон Фалкенщайн и Ранаридл, син на фрайхер Хайнрих фон Залбург (1544 – 1629)
- Анна Поликсена Елизабет фон Шерфенберг (* 31 август 1617, Виена; † 15 февруари 1658, Виена), омъжена I. 1637 г. за фрайхер Йохан Зигмунд фон Фюнфкирхен цу Щайнабрун и Матцем (* 1608; † 21 април 1650), II. за фрайхер Адолф Вилхелм фон Крозигк († 1657)
- Мария Елизабет фон Шерфенберг (* 13 август 1622, Шпилберг; † пр. 10 юни 1690), омъжена на 22 април 1644 г. за фрайхер Зигмунд Фридрих фон Залбург (* ок. 1620; † 1665, убит в дуел), син на фрайхер Готфрид фон Залбург (1576 – 1633) и внук на фрайхер Хайнрих фон Залбург (1544 – 1629)
- Сузана фон Шерфенберг (* 18 октомври 1631; † 9 ноември 1667), омъжена на 26 юли 1655 г. за Волф Фридрих фон Шьонбург-Пениг (* 29 декември 1623; † 18 януари 1656)